# Thomas E. Watson
Thomas E. Watson (Thomson, 1856. szeptember 5. – Washington, 1922. szeptember 26.) az Amerikai Egyesült Államok szenátora (Georgia, 1921–1922).